# Suore agostiniane di Nostra Signora della Consolazione
Le suore agostiniane di Nostra Signora della Consolazione (in inglese Augustinian Sisters of Our Lady of the Consolation) sono un istituto religioso femminile di diritto pontificio: le suore di questa congregazione pospongono al loro nome la sigla O.S.A.

## Storia
Dopo il terremoto che colpì Manila nel 1863 i missionari agostiniani spagnoli nelle Filippine chiesero ai loro confratelli in patria di inviare suore per l'assistenza alle popolazioni locali: la prima comunità di quattro religiose, guidata da Inés Barceló Pagés (madre Rita), giunse dal beaterio di Barcellona il 6 aprile 1883.
La comunità assunse la direzione dell'orfanotrofio di Mandaluyong: altre agostiniane spagnole raggiunsero le consorelle ma la maggior parte di loro tornò in patria poco tempo dopo. Inés Barceló Pagés, che nel frattempo era stata raggiunta dalla sorella Joaquina, si preoccupo allora di reclutare religiose tra le indigene: la comunità si sviluppò e nel 1901 stabilì la propria sede principale presso il collegio della Consolación di Manila, che divenne una delle principali scuole superiori del paese.
Il priore generale Tommaso Rodriguez riconobbe le terziarie agostiniane delle Filippine come congregazione indipendente e le aggregò all'Ordine di Sant'Agostino con decreto del 31 maggio 1902; Michael J. O'Doherty, arcivescovo di Manila, approvò la congregazione come istituto di diritto diocesano.
La congregazione ricevette il pontificio decreto di lode il 18 marzo 1952.

## Attività e diffusione
Le agostiniane si dedicano principalmente all'istruzione e all'educazione della gioventù, specialmente dei poveri e degli orfani.
Le costituzioni dell'istituto limitano il campo d'intervento delle religiose all'Estremo Oriente. La sede generalizia è a Manila.
Alla fine del 2008, la congregazione contava 232 religiose in 54 case.